# Альтернативное урегулирование споров
Альтернативное урегулирование споров — совокупность процедур, способствующих внесудебному разрешению споров (конфликтов). В англоязычной практике обозначается устойчивым оборотом Alternative dispute resolution (аббревиатура — ADR). В Австралии употребляется также формулировка external dispute resolution. Несмотря на определённое сопротивление, альтернативные методы урегулирования споров в последние годы получили широкое признание как среди широкой общественности, так и среди юристов в США, Европе, Австралии и начинают проникать в правоприменительную практику азиатских стран. Рост популярности альтернативного урегулирования споров вызван рядом факторов: высокой загрузкой традиционных судов, относительно низким уровнем затрат по сравнению с процедурой судебного разбирательства, конфиденциальным характером процедур, а также желанием участников конфликтов иметь больший контроль над выбором лиц, которые будут урегулировать их спор.

## Методы и техники альтернативного урегулирования споров
К методам альтернативного урегулирования споров обычно относят третейский суд, переговоры, медиацию и Collaborative law (термин, не имеющий русскоязычного аналога, означает процедуру совместной выработки условий урегулирования споров при прекращении брака).
Основными из вышеуказанных методов альтернативного решения споров являются Медиация и арбитраж (третейский суд). В то же время переговоры всегда используются сторонами в качестве первого метода, что также вызвано тем фактом, что стороны могут полностью регулировать ход и решение спора.
Альтернативное урегулирование споров по отношению к официальным судебным процедурам может быть использовано двояко, как за рамками официальных судебных механизмов, так и в сочетании с ними.[прояснить]
Помимо вышеуказанных механизмов альтернативного разрешения споров еще используются иные, в т.ч. "смешанные" процедуры.[прояснить]
В мировой практике существует достаточно большое количество разновидностей АУС , среди которых необходимо выделить следующие процедуры:
- экспертное определение (заключение; англ. expert determination),
- переговоры (negotiation),
- переговоры с участием посредника (facilitated negotiation или facilitation),
- примирение (conciliation),
- посредничество (mediation),
- арбитраж (третейское разбирательство),
- посредничество-арбитраж (med-arb),
- независимое разрешение (adjudication),
- мини-процесс (mini-trial),
- установление обстоятельств (fact finding),
- комиссии по рассмотрению споров (dispute review boards),
- частный суд (private judging),
- предварительная независимая оценка (early neutral evaluation),
- «суд со множеством дверей» (multi-door courthouse),
- досудебное совещание по урегулированию спора (settlement conference),
- упрощенный суд присяжных (summary jury trial)

и др.

### Третейский суд
Третейские суды бывают двух видов:
- третейский суд, образованный сторонами для разрешения конкретного спора (лат. ad hoc — для частного случая);
- создаваемый и действующий на постоянной основе при образовавших его юридических лицах, при этом субъекты гражданских правоотношений своим соглашением могут передать на его рассмотрение и разрешение или уже возникший спор, или споры, которые могут возникнуть между этими сторонами в будущем (институциональный).

Третейское разбирательство может использоваться для разрешения споров между обычными гражданами—непредпринимателями, но чаще всего третейское разбирательство используется коммерсантами в спорах между собой. Третейскими судами могут разрешаться не все споры — например, административные споры, споры между предпринимателем и государством не могут разрешаться третейскими судами. Государство может участвовать в третейском споре в качестве участника гражданского правоотношения, например, когда оно выступает в качестве продавца или покупателя, но такие случаи бывают крайне редко.

### Переговоры
Конфликтологи выделяют два вида переговоров: ведущиеся в рамках конфликтных отношений и в условиях сотрудничества. При этом переговоры, ориентированные на сотрудничество, не исключают того, что у сторон могут появиться разногласия и на этой почве возникнет конфликт. Но возможна и противоположная ситуация, когда после урегулирования конфликта бывшие соперники начинают сотрудничать.
Типы совместных решений участников переговоров:
- компромисс;
- асимметричное решение;
- нахождение принципиально нового решения путём сотрудничества.

Компромисс подразумевает взаимные уступки сторон конфликта. Компромисс считается реальным тогда, когда стороны готовы удовлетворить хотя бы часть требований друг друга.
Если интересы сторон не позволяют им найти «серединное» решение, стороны могут принять асимметричное решение, представляющее собой относительный компромисс. В этом случае уступки одной стороны значительно превышают уступки другой. Первая сторона сознательно идет на это, чтобы не понести ещё бо́льшие потери.
Участники переговоров могут также разрешить противоречия путём нахождения принципиально нового решения. Этот тип совместного решения был подробно разработан американскими исследователями Р. Фишером и У. Юри в 1980-х годах. Данный способ основывается на открытом, кропотливом анализе истинного соотношения интересов оппонентов и позволяет им рассмотреть существующую проблему шире изначально заданных позиций. Поиск принципиально нового решения открывает совершенно иные перспективы для сторон на основе сотрудничества.

### Медиация
Медиация — это процедура урегулирования спора (конфликта) с участием третьей нейтральной, беспристрастной, не заинтересованной в данном конфликте стороны — медиатора, который помогает сторонам выработать определённое соглашение по спору, при этом стороны полностью контролируют процесс принятия решения по урегулированию спора и условия его разрешения. Процесс медиации подчиняется определённым условиям и правилам и основывается на принципах добровольности, конфиденциальности, взаимоуважения, равноправия сторон, нейтральности и беспристрастности медиатора и прозрачности процедуры. Сфера применения медиации чрезвычайно широка и может включать в себя разрешение конфликтов в таких отраслях, как:
В то же время для применения медиации существуют и определённые ограничения. Так, медиация не может быть применена в криминальных конфликтах или в тех случаях, когда какая-либо из сторон страдает душевной болезнью, не может отвечать за свои поступки, то есть недееспособна. Медиация эффективна только тогда, когда обе стороны действительно хотят урегулировать конфликт.

## Национальные и международные организации в области альтернативного урегулирования споров
Высший арбитражный третейский суд

## Российские нормативно-правовые документы, регламентирующие альтернативное разрешение споров и конфликтов
- Закон РФ от 07.07.1993 г. № 5338-1 «О международном коммерческом арбитраже».
- «Положение о Международном коммерческом арбитражном суде при Торгово-промышленной палате Российской Федерации».
- «Положение о Морской арбитражной комиссии при Торгово-промышленной палате Российской Федерации».
- Федеральный закон от 29.12.2015 N 382-ФЗ «Об арбитраже (третейском разбирательстве) в Российской Федерации»
- Федеральный закон РФ от 27.07.2010 г. № 193-ФЗ «Об альтернативной процедуре урегулирования споров с участием посредника (процедуре медиации)».